# Desen tehnic

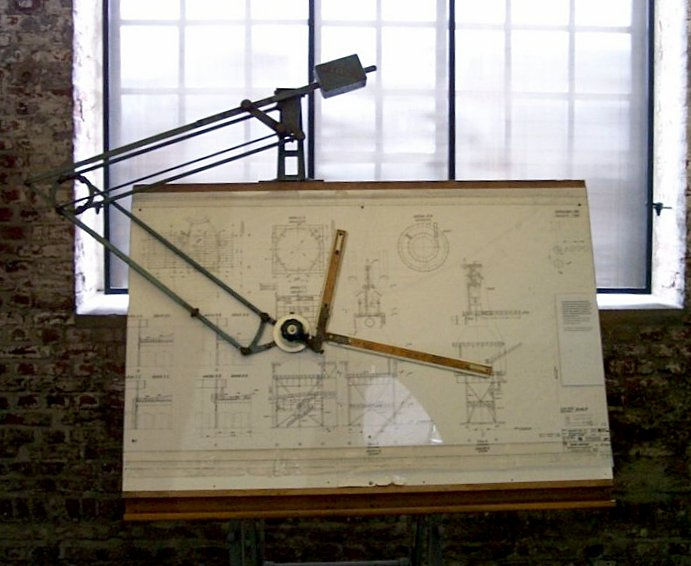
Planșetă pentru desen tehnic dotată cu pantograf

Desenul tehnic sau desenul industrial este un desen al unui produs sau unei părți a lui, redat conform standardelor (de obicei în proiecție ortogonală), pentru a reda într-o grafică plană clară informațiile necesare fabricării. Desenul tehnic este executat de desenatorii tehnici, pe baza schițelor și indicațiilor proiectanților (ingineri, arhitecți).

### Clasic
Începuturile desenului tehnic de astăzi au fost făcute deja în secolul al XV-lea de Leonardo da Vinci. Inventatorul francez și pionier în aviație Jacques de Vaucanson, construia în secolul 18, printre altele o rață mecanică, lanț etc.
Dovadă pentru dezvoltarea desenului tehnic pot fi găsite de asemenea și în documentul german Patentschriften („Patente”) din secolul 19. Dar pentru că în Anglia patentele erau acordate deja în secolul 13, acest fel de a desena are aparență mai timpurie.
În desenul tehnic clasic, de mai înainte și până în ziua de azi se efectuează la planșeta de desen cu diverse instrumente, cum ar fi creionul (mecanic), compase, guma de șters, echerul, șablonul de litere, florare etc.

Ustensile și hașuri cu caracter istoric
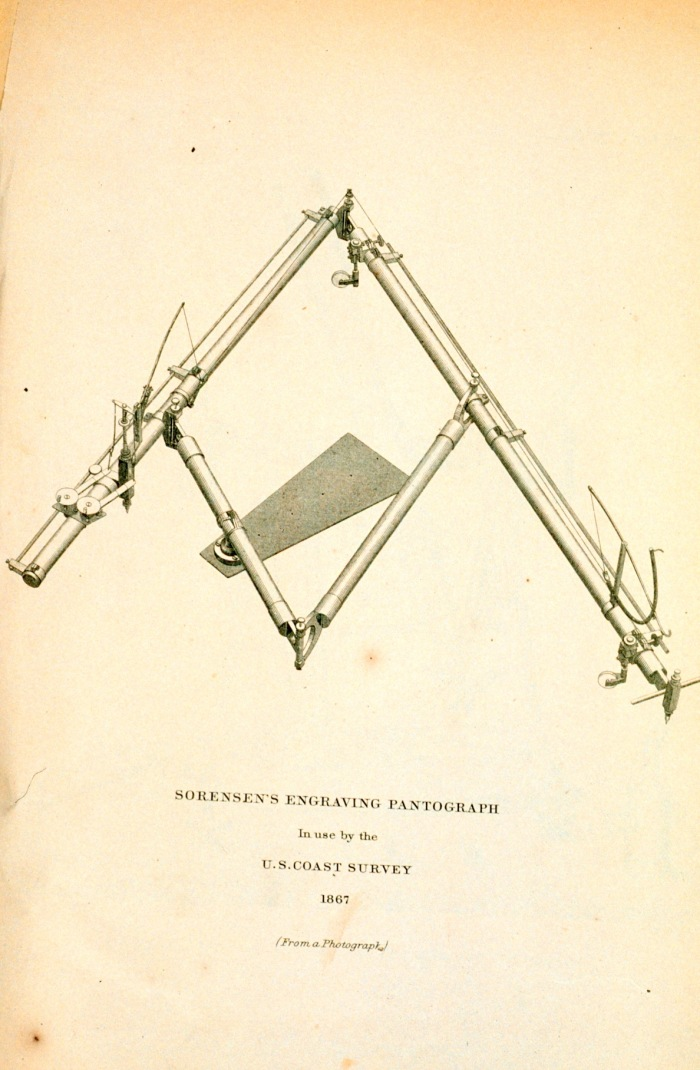
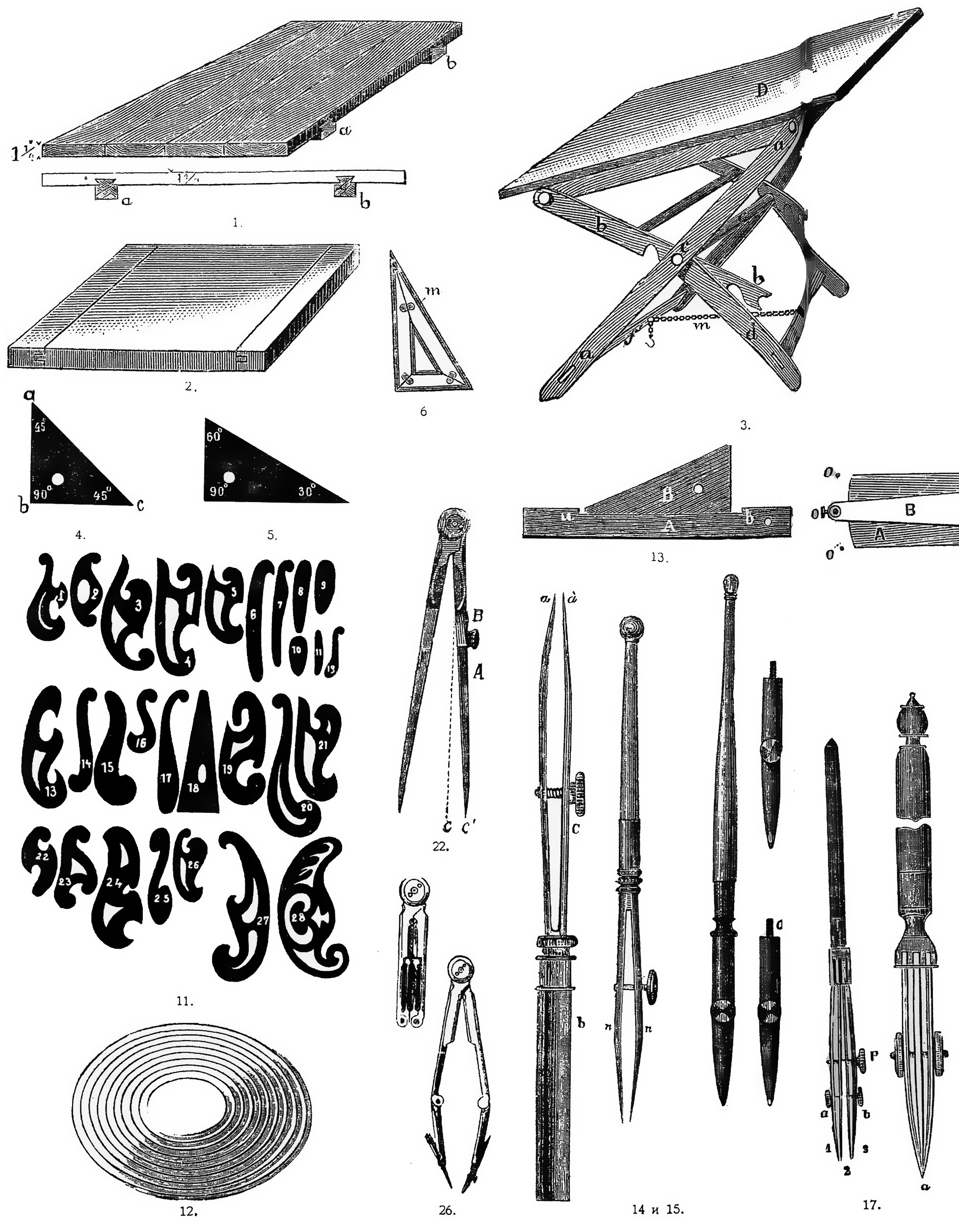
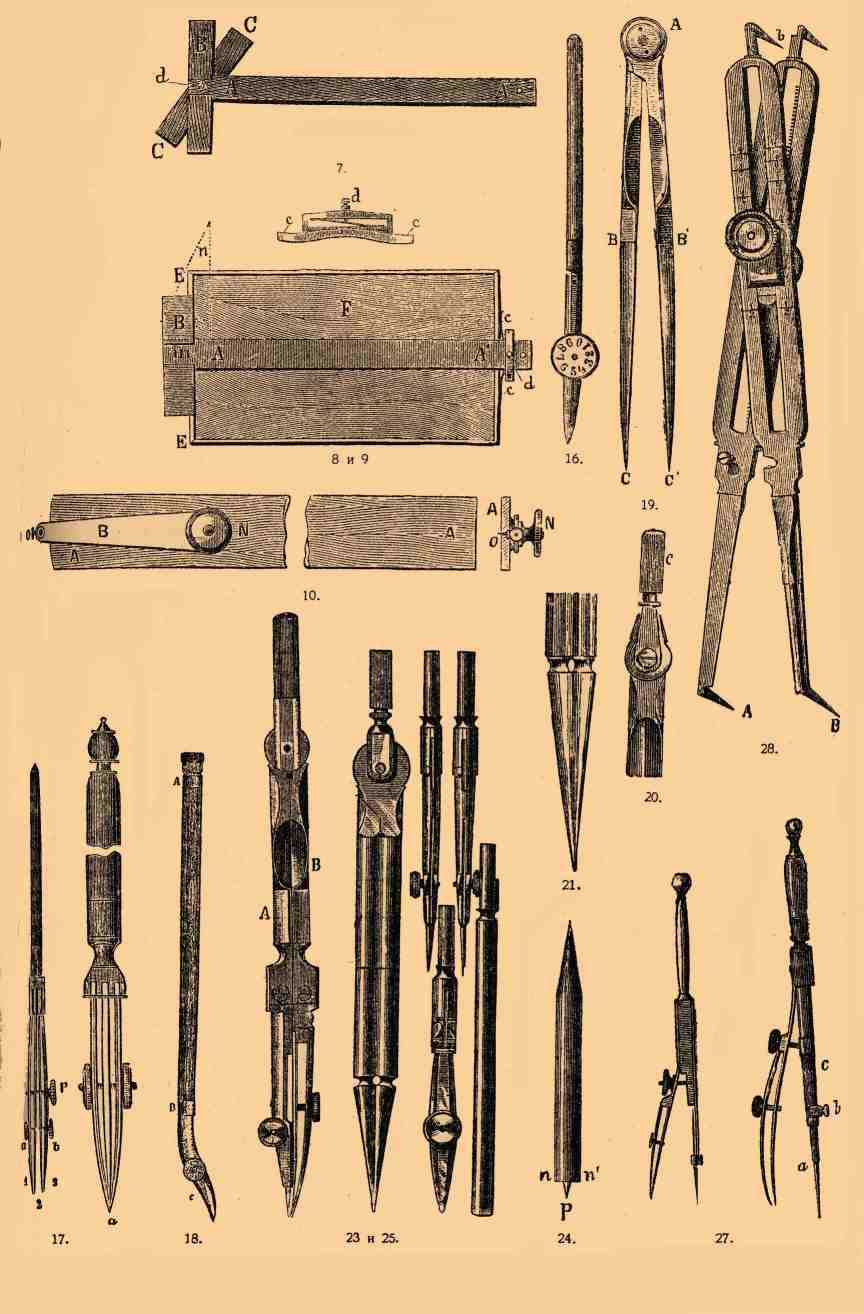
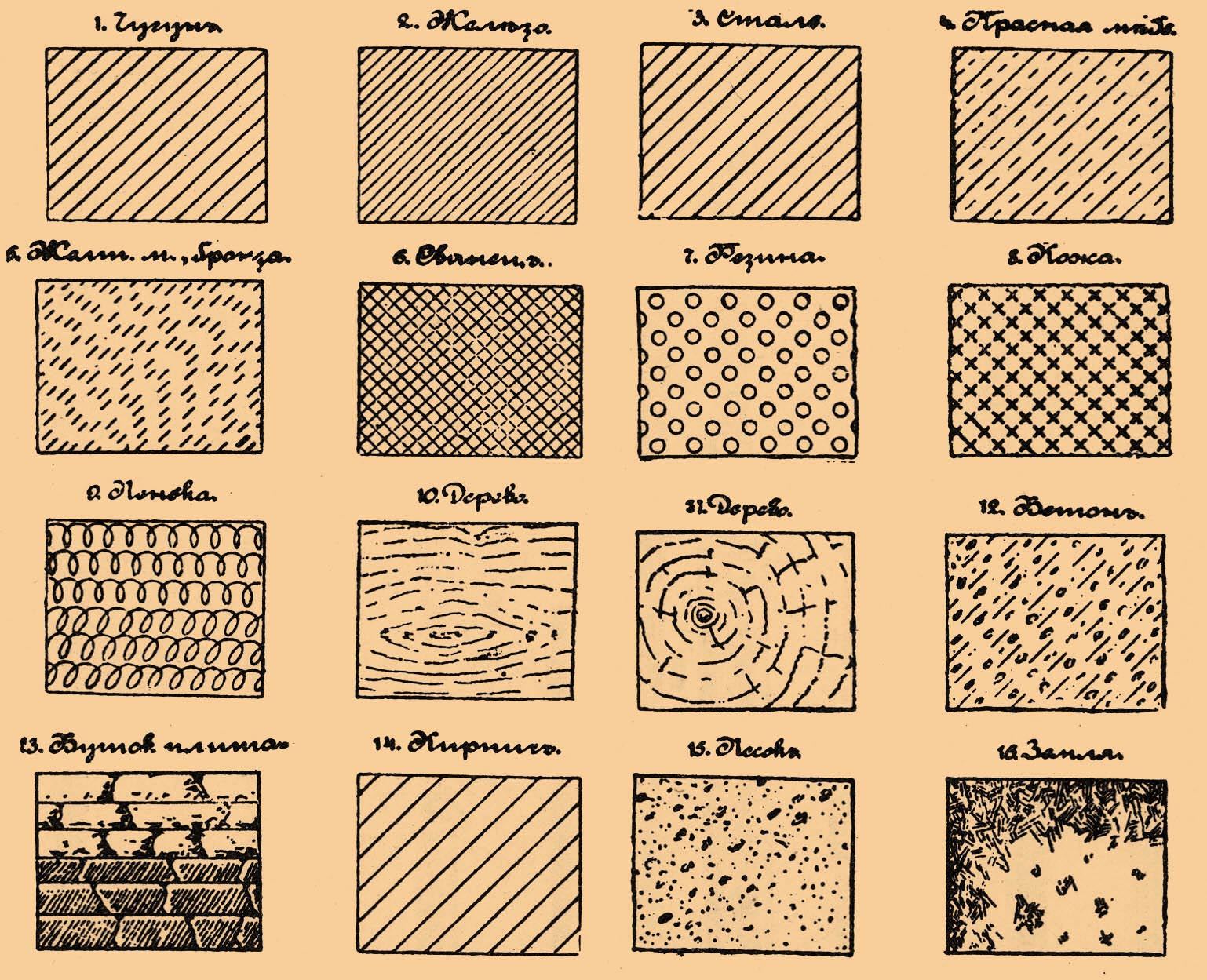

## Clasificarea desenelor
Pe industrie: desene tehnice, desene de construcție.
La rândul lor, desenele tehnice și de construcție pot fi împărțite în funcție de scop.
Tehnic: desen de ansamblu, desen dimensional, desen de instalare, desen de ambalare etc. în conformitate cu GOST 2.102-68.
Constructii: soluții arhitecturale, master plan, frigorifice, interioare etc.
Prin metoda de proiectare: mai întâi construirea 3D, apoi desene și invers.
Prin media: digital, hârtie

## Scara
În conformitate cu standardele, obiectul de design din desen poate fi realizat la dimensiune completă, redus sau mărit. Raportul dintre dimensiunile liniare ale unui obiect din desen și dimensiunea lor reală se numește scară. În Rusia, acesta este GOST 2.302-68 Unified System for Design Documentation (ESKD). Scara [10] Conform acestui GOST, următoarele scale ar trebui utilizate în proiectare:
Scale de reducere 1: 2; 1: 2,5; 1: 4; 1: 5; 1:10; 1:15; 1:20; 1:25; 1:40; 1:50; 1:75; 1: 100; 1: 200; 1: 400; 1: 500; 1: 800; 1: 1000
Valoarea naturală 1: 1
Scara de mărire 2: 1; 2,5: 1; 4: 1; 5: 1; 10: 1; 20: 1; 40: 1; 50: 1; 100: 1.
La proiectarea planurilor principale pentru obiecte mari, este permisă utilizarea unei scale de 1: 2000; 1: 5000; 1: 10000; 1: 20.000; 1: 25000; 1: 50.000.
Citiți mai multe în textul standardului.

### Modern
Sistemele moderne, folosind CAD, prezintă aspectul unui produs sau al unei parți a acestuia, redat în trei dimensiuni, rezultat din combinația dintre principalele caracteristici, îndeosebi linii, contururi, culori, forma, textura și/sau ornamentația produsului în sine.

Găurire și filet într-un desen industrial
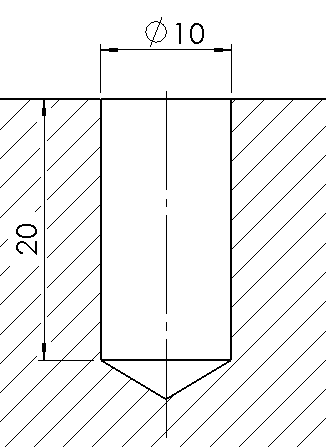
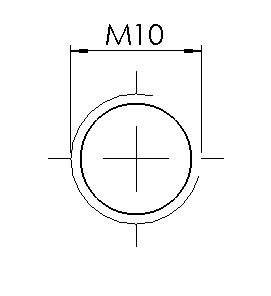
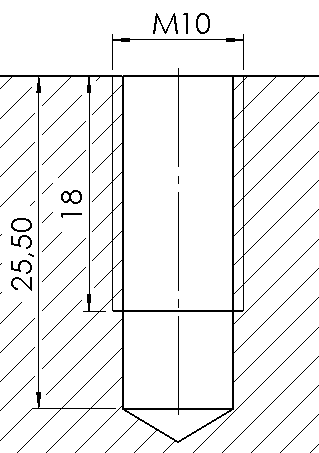